# Aegopsis
Aegopsis (лат.) — род жуков, из подсемейства дупляки, семейства пластинчатоусые.

## Описание
Среднего размера (в основном 20-30 миллиметров), крепкого телосложения, коричневые или чёрные, блестящие дупляки. У самцов на лбу два рога, а передний край переднеспинки более или менее вытянут в виде рога, у самок эти особенности отсутствуют. Ноги сильные, приспособленные к рытью, голени с короткими тупыми зубцами.

## Образ жизни
Личинки обитают в почве, предпочтительно в степи. Было показано, что вид Aegopsis bolboceridus является серьезным вредителем различных сельскохозяйственных культур в Бразилии, где личинки грызут корни различных овощей и кукурузы.

## Распространение
Род встречается только в тропических районах обоих Америк.

## Виды
- Aegopsis bolboceridus (Thomson, 1860)
- Aegopsis chaminadei Dechambre, 2000
- Aegopsis curvicornis Burmeister, 1847
- Aegopsis peruvianus Arrow, 1941
- Aegopsis vazdemelloi Sobral & Grossi, 2018
- Aegopsis westwoodi Thomson, 1860

## Фото

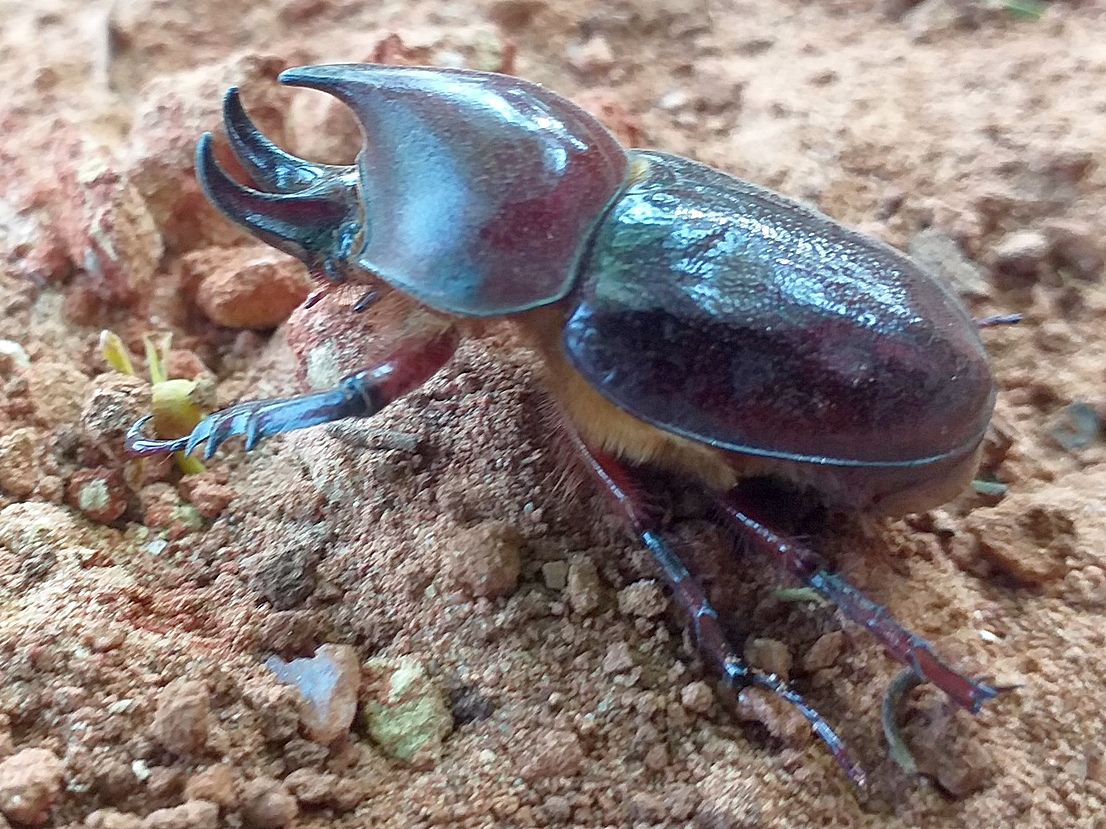
Самец Aegopsis bolboceridus